# アリーテ姫の冒険
『アリーテ姫の冒険』（アリーテひめのぼうけん、原題：The Clever Princess）は、ダイアナ・コールス作の童話。絵はロス・アスクィス。1983年にロンドンのSheba Feminist Publishersから出版。1989年にグループ　ウィメンズ・プレイスによる日本語訳が学陽書房から出版された。
2001年公開の日本のアニメ映画『アリーテ姫』の原作となった。
王子様の助けを待つだけの姫君ではなく、自ら考え、行動する、やさしさと勇気と知恵を兼ね備えた、新しいヒロインを目指した文学作品。カテゴリ上はフェミニズム文学とされるが、明快なストーリーや、「三つの難題」に代表される物語特有の試練など、童話として素直に読みやすく、評価が高い。
『毎日新聞』の2000年の隔週ミニアンケートにおける「好きなお姫様は誰ですか？」の回では、シンデレラなどの伝統的な物語の姫と並び、「アリーテ姫」の名前が挙げられていた。

## あらすじ
賢いアリーテ姫は、宝石を集めることに夢中な王様の一人娘。召使いから読み書きと裁縫を習い、城中の本を読破する。絵も得意。姫のたしなみとして乗馬、ダンス、愛嬌ある話し方を学ぶが、どうしても話し方の先生と衝突してしまう。
王様は姫の嫁の貰い手がなくなることを心配し、姫が賢い事を知られないうちに結婚させようと目論む。求婚者たちが姫の賢さに閉口して逃げ出してしまう中、魔法使いボックスが現れ、王様に宝石をプレゼントして姫と結婚する。しかもボックスは、自分の出した三つの難題を解かなければ姫を殺してもいいと王に了承させた。
アリーテ姫は法律に逆らえず、ボックスの元に輿入れするが、その前に召使い（実は魔女）から三つの願いを叶える金の指輪を授かる。姫は退屈を解消するために指輪を使い、家政婦のアンプルさんや友達の蛇に助けられながら、三つの難題を自力で解決し、困った人たちを救うため旅に出る。

## 登場人物
アリーテ姫（Arete）
本作の主人公。王様の賢い一人娘。好奇心旺盛で博学、その上心優しい姫。ボックスの与える難題を、持ち前の賢さと優しさ、勇気で乗り越える。城を離れる際、育ての親である魔女ワイゼルから、三つの願いをかなえてくれる魔法の指輪を贈られるが、姫はそれぞれ「壁一面に絵を描けるだけの画材」「たくさんの服やドレスを作れるだけの布や裁縫道具」「物語を書くための紙とペンとインク」という、城での退屈を紛らわせることだけに用い、難題を解決するために頼ろうとはしなかった。
ボックス（Boax）
魔法使い。アリーテ姫に殺されると予言され、王様を宝石で納得させて姫と結婚。三つの難題をこなせなければ姫の首をとっていいという王の許可を得る。人を蛙に変えたり、本をごみの山に変えるような、役に立たない簡単な魔法しか使えない（よい魔法はとても難しいので、怠けて学ぼうとしなかった）。姫が三つの難題を完璧に成し遂げると激怒し、姫の首を斬ろうと城外へ出たところを、姫が乗ってきた夕霧の雌馬に蹴られて死ぬ。
アンプル（Mrs Ample）
言うことを聞かなければカエルに変えると脅されて、魔法使いのボックスの城に捕らえられている女性。ボックスの家政婦だが、囚われのアリーテ姫に同情して美味しい食事を作り、逆にボックスやグロベルには毎度ろくでもない中身や味の料理を出す。姫のよき話し相手であり、ボックス亡き後はワイゼルとともに城と国を預かる。
グロベル（Grovel）
魔法使いボックスの従僕。頭の悪いボックスに変わって三つの難題をひねり出す。卑しく貧相な男だが、姫が三つの難題をやり遂げた時、約束を違えて姫を殺そうとするボックスを諫める場面も。しかし、これがボックスの逆鱗に触れ、カエルに変えられてしまったところを、姫の飼っているヘビに食べられてしまった。
緑色のヘビ（the littlest snake）
魅惑の森に住んでいる賢い蛇で、言葉を話すことができる。アリーテ姫が好きになり、以後彼女と行動をともにする。少なくとも日本語訳ではオス。

## 書誌情報
- 『アリーテ姫の冒険』横浜女性フォーラム（監修）、学陽書房、1989年12月12日。ISBN 4-313-84033-8。
- 『アリーテ姫の冒険 英語版』グループ　ウィメンズ・プレイス（編注者）、学陽書房、1990年11月10日。ISBN 4-313-84040-0。
- 『絵本 アリーテ姫のぼうけん』グループ　ウィメンズ・プレイス（布絵本製作）、松本路子（布絵本撮影）、学陽書房、1992年12月20日。ISBN 4-313-87006-7。
- 『アリーテ姫の冒険』公益財団法人　横浜市男女共同参画推進協会（監訳）、大月書店、2018年11月15日。ISBN 978-4-272-40687-6。

## 参考資料
- 谷口秀子「The Reception and the Adaptation of Diana Coles’ The Clever Princess in Japan」『言語文化論究』第25巻、九州大学大学院言語文化研究院、2010年3月、131-140頁、doi:10.15017/18365、hdl:2324/18365、ISSN 1341-0032、2022年12月22日閲覧。